# ディスビリーフ
ディスビリーフ (Disbelief)は、ドイツ出身のデスラッシュ/デスメタル/スラッジ・メタル・バンド。

## 略歴
1990年に、ドイツのロスドルフに位置する町・グンダーンハウゼンで、カーステン・イェガー(Vo)とオリヴァー・レンツ(G)の2名を中心に結成。結成後、デニス・ミューシオル(G/B)とマルクス・ナップ(Ds)が加入。バンド体制が整う。
1992年に1stデモテープ、翌年には2ndデモ『Unbound』をリリースしている。しかしこの後、デニスとマルクスは脱退し、新たにトミー・フリッチュ(B)とカイ・ベルジェリン(Ds)が加入した。しかし直後に、トミーがセカンドギタリストに転向し、ヨッヒェン・トランク(B)が加入。5人体制となる。
1995年にデモテープ『Choice』など2本をリリースし、地元ドイツのグラインド・シンジケート・メディアと契約。
1997年に1stアルバム『Disbelief』をリリースし、デビューした。
1998年には、早くも2ndアルバム『Infected』をリリースしている。この時期には、シックス・フィート・アンダーらと共演し、ヴァッケン・オープン・エアにも出演した。その後トミーが脱退し、ヤン＝ダーク・レフラー(G)が加入。ドイツの大手レーベル・マサカー・レコードに移籍。
2001年に3rdアルバム『Worst Enemy』をリリースした。この後には、ヴォイヴォドやオーヴァーキル、ディム・ボルギルらと共演している。
2002年に4thアルバム『Shine』、2003年に5thアルバム『Spreading the Rage』をリリース。リリース後には、ダーケインやネミック、ミスティック・プロフェシーらとツアーを共にしている。
ドイツの最大手レーベルのニュークリア・ブラストに移籍し、2005年に6thアルバム『66Sick』をリリース。同アルバムは、アヴァロン・レーベルから日本盤がリリースされ、日本デビューを果たした。このアルバムのリリース前後に、ヤン＝ダークが脱退。トミー・フリッチュ(G)が復帰した。
2006年には、オリジナルメンバーのオリヴァーが脱退。再びマサカー・レコードに移籍して、2007年に7thアルバム『Navigator』をリリース。同年にトミーが再び脱退し、ヴィタリ・ヴェーバー(G)とヨナス・カリル(G)が加入。しかし、ヨナスは翌2008年には脱退しギタリストはヴィタリ1人となる。
2009年に8thアルバム『Protected Hell』をリリースした。同年に、セカンドギタリストにアレハンドロ・ファレラ(G)が加入するも同年中に脱退した。
2010年に9thアルバム『Heal!』をリリースしたものの、ヴィタリと16年間ドラマーとして在籍したカイが脱退。アレックス・ハゲナウアー(Gサポート)、ヴォルフガング・ロトバウアー(G)とコルネリウス・アルタマー(Ds)が加入した。しかし、コルネリウスは2011年に脱退。2013年にはヴォルフガングも脱退し、同年7月にザンドロ・シュルツェ(Ds)、9月にダーヴィト・レンナー(G)が加入した。
2014年10月にファビアン・レグマン(Ds)にドラマーが交代した。
その後、フランスのリスナブル・レコードに移籍し、2017年に10thアルバム『The Symbol of Death』をリリース。長らくシングルギター体制であったが、2018年にマリウス・パック (G)が加入。2020年に11thアルバム『The Ground Collapses』をリリース。

## メンバー

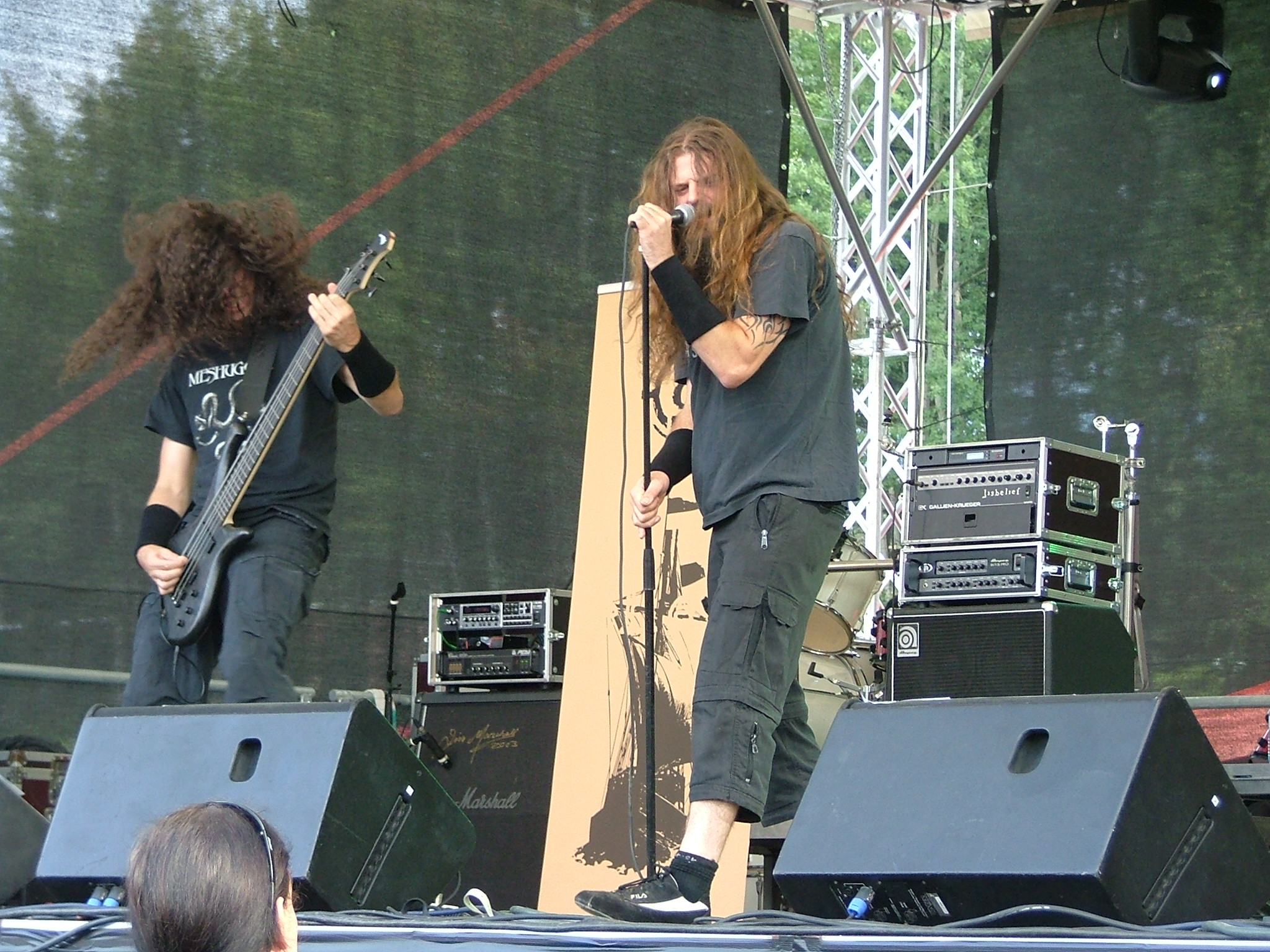
左ヨッヒェン・トランク(B) 右カーステン・イェガー(Vo) 2007年

### 現ラインナップ
- カーステン・"ジャガー"・イェガー (Karsten "Jagger" Jäger) - ボーカル (1990- )
- ダーヴィト・"デイヴ"・レンナー (David "Dave" Renner) - ギター (2013- )
- マリウス・パック (Marius Pack) - ギター (2018- )
- ヨッヒェン・"ジョー"・トランク (Jochen "Joe" Trunk) - ベース (1995- )
- ファビアン・"ファブ"・レグマン (Fabian "Fab" Regmann) - ドラムス (2014- )

### 旧メンバー
- オリヴァー・"オリー"・レンツ (Oliver "Olly" Lenz) - ギター (1990-2006)
- デニス・ミューシオル (Denis Musiol) - ギター/ベース (1992-1995)
- トミー・フリッチュ (Tommy Fritsch) - ギター (1995-1999, 2004-2007)
- ヤン＝ディルク・レフラー (Jan-Dirk Löffler) - ギター (2000-2004)
- ヴィタリ・ヴェーバー (Witali Weber) - ギター (2007-2010)
- ヨナス・カリル (Jonas Khalil) - ギター (2007-2008)
- アレハンドロ・ファレラ (Alejandro Varela) - ギター (2009)
- ヴォルフガング・ロトバウアー (Wolfgang Rothbauer) - ギター (2010-2013) サードムーン、エデンブリッジなどで活動。
- マルクス・ナップ (Markus Gnap) - ドラムス (1990-1994)
- カイ・ベルジェリン (Kai Bergerin) - ドラムス (1994-2010)
- コルネリウス・アルタマー (Cornelius Althammer) - ドラムス (2010-2011)
- ザンドロ・"ドラムスター"・シュルツェ (Sandro "Drumster" Schulze) - ドラムス (2013-2014)

### サポートメンバー
- アレックス・ハゲナウアー (Alexander Hagenauer) - ギター (2010-2014)
ヴィタリ・ヴェーバー脱退後のライヴに参加。

## ディスコグラフィー
- 1992年 Promotional Tape (Demo)
- 1993年 Unbound (Demo)
- 1995年 Choice (Demo)
- 1995年 Promo Tape 1995 (Demo)
- 1997年 Disbelief
- 1998年 Infected
- 2001年 Worst Enemy
- 2002年 Shine
- 2003年 Spreading the Rage
- 2005年 66Sick Clubpromo (Single)
- 2005年 66Sick
- 2006年 Platinum Edition (Compilation)
- 2007年 Navigator
- 2009年 Protected Hell
- 2010年 Heal!
- 2017年 The Symbol of Death
- 2020年 The Ground Collapses